# Флоринский, Феодор Васильевич
Феодор Васильевич Флоринский (1813—1868) — российский протоиерей XIX века.

## Биография
Феодор Васильевич Флоринский родился в 1813 году в семье священника Владимирской и Суздальской епархии.
Первоначальное (домашнее и школьное) образование получил в пределах той же епархии. В 1834 году, окончив Владимирскую духовную семинарию, Флоринский поступил в Московскую духовную академию. По окончании академии 1838 году магистром, Феодор Васильевич начал службу в звании бакалавра по кафедре еврейского языка. Также ему предлагали занять кафедру словесности в Казанской духовной академии, но он отказался. В 1842 году Флоринский, по собственному желанию, был уволен от занимаемой им должности профессора. В 1843 году он стал священником в Москве в Введенской (или Казанской) церкви в Новинском монастыре. Находясь в должности настоятеля этой церкви до самой смерти, Феодор Васильевич пользовался всеобщим уважением среди прихожан благодаря своему честному, благоговейному служению, уму и другим превосходным качествам.
Флоринский также пользовался уважением и доверием со стороны епархиального начальства. В 1846 году он был назначен ревизором московского Донского училища, а в 1848 году — духовником священных церковных служителей благочиния. В 1849 году он стал членом комитета по рассмотрению и исправлению рукописи «Историческое и хронологическое обозрение иерархии Всероссийской», а в 1862 году, по распоряжению митрополита Филарета — членом комитета по рассмотрению проекта о церковно-свечном сборе. В 1863 году был назначен благочинным Пречистенского сорока. Уже в 1864 году Феодор Васильевич Флоринский получил сан протоиерея.
Флоринский, исполняя должность приходского священника, ежегодно говорил проповеди и считался одним образованнейших среди московских пастырей.
Из-за болезни и строгости цензурных правил того времени, Феодор Васильевич не опубликовывал свои литературные произведения, и из его трудов известна лишь одна магистерская диссертация «Об участии злых духов в грехопадениях человеческих».
Скончался Флоринский 22 августа 1868 года от чахотки.